# Soufrière Hills
Soufrière Hills es un volcán de la isla de Montserrat que alcanza en uno de sus conos la máxima altura de la isla de 1050 m. Es un estratovolcán que tiene varios cráteres.
Aunque se registró actividad sísmica durante el siglo XX, la primera vez que entró en erupción fue en 1995. Un incremento de la actividad que arrojaba cada vez con más frecuencia ceniza y barro sobre Plymouth, la capital de la isla, aconsejó la evacuación de la población. El 26 de diciembre de 1997 se produjo la erupción más importante, en la que los flujos piroclásticos sepultaron la villa de Plymouth. En esta erupción murieron 19 personas.
Hay un observatorio que se encarga de vigilar el volcán y se ha establecido una zona de exclusión alrededor del mismo ya que todavía se registra actividad.